# Gerardo Padilla Vallejo
Gerardo Padilla Vallejo (23 de marzo de 1959) es un deportista mexicano que compitió en judo. Ganó dos medallas en los Juegos Panamericanos en los años 1979 y 1983, y dos medallas en el Campeonato Panamericano de Judo en los años 1976 y 1984.

## Palmarés internacional
| Juegos Panamericanos    | Juegos Panamericanos      | Juegos Panamericanos | Juegos Panamericanos |
| Año                     | Lugar                     | Medalla              | Categoría            |
| ----------------------- | ------------------------- | -------------------- | -------------------- |
| 1979                    | San Juan (Puerto Rico)    | Medalla de bronce    | –65 kg               |
| 1983                    | Caracas (Venezuela)       | Medalla de oro       | –65 kg               |
| Campeonato Panamericano |                           |                      |                      |
| Año                     | Lugar                     | Medalla              | Categoría            |
| 1976                    | Maracaibo (Venezuela)     | Medalla de oro       | –63 kg               |
| 1984                    | Ciudad de México (México) | Medalla de oro       | –65 kg               |